# Större grynsnäcka
Större grynsnäcka (Vertigo moulinsiana) är en snäckart som först beskrevs av Dominique Dupuy 1849.  Större grynsnäcka ingår i släktet Vertigo, och familjen grynsnäckor. IUCN kategoriserar arten globalt som sårbar. Enligt den svenska rödlistan är arten sårbar i Sverige. Arten förekommer i Götaland. Artens livsmiljö är våtmarker, skogslandskap.

## Bildgalleri

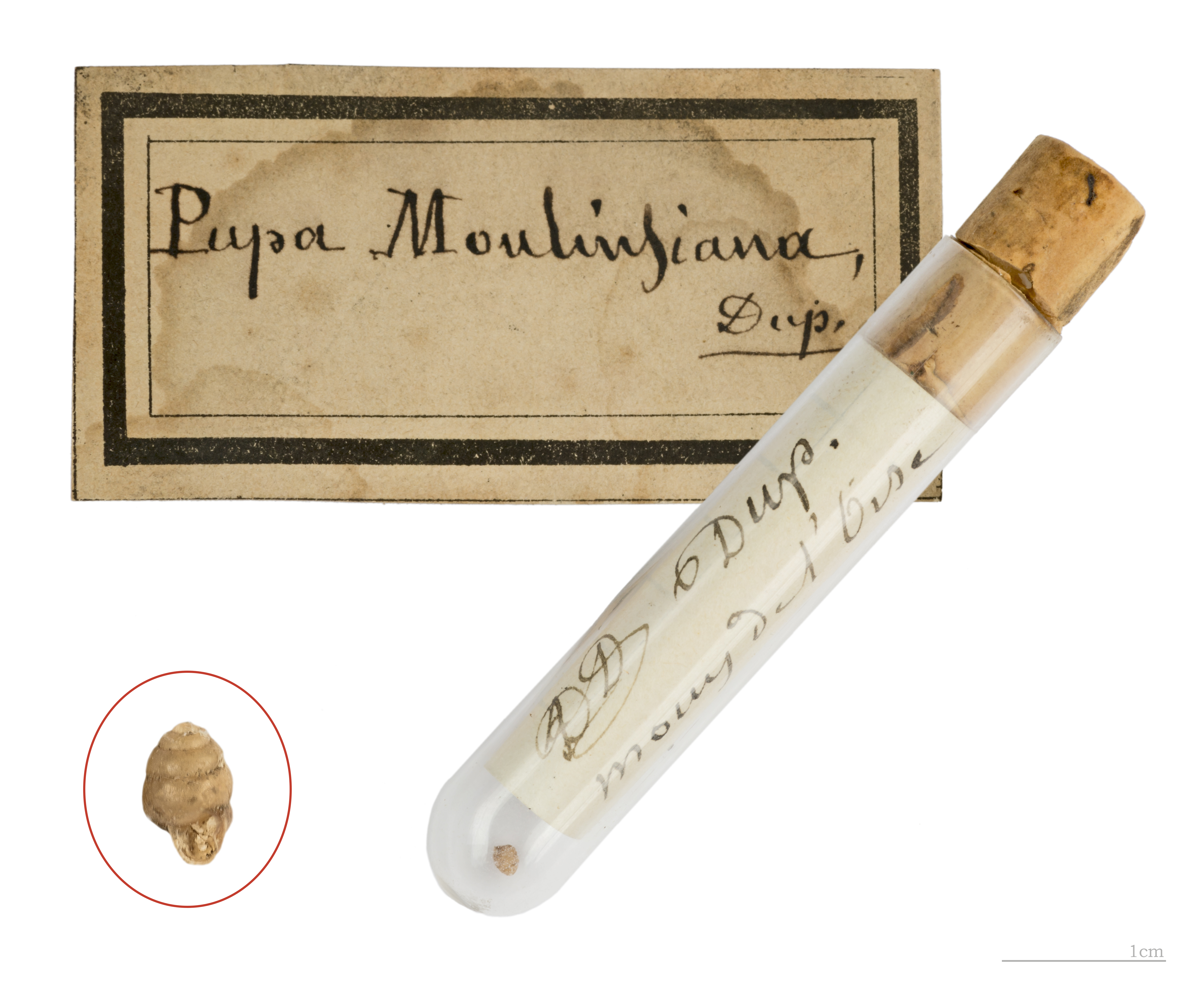
Holotyp
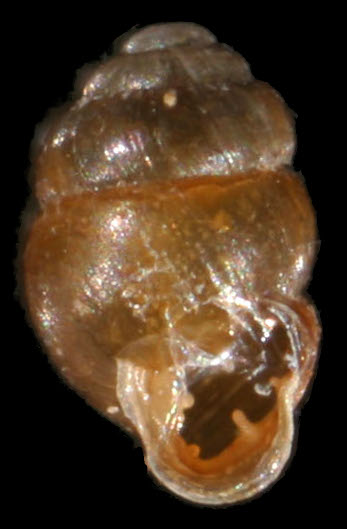
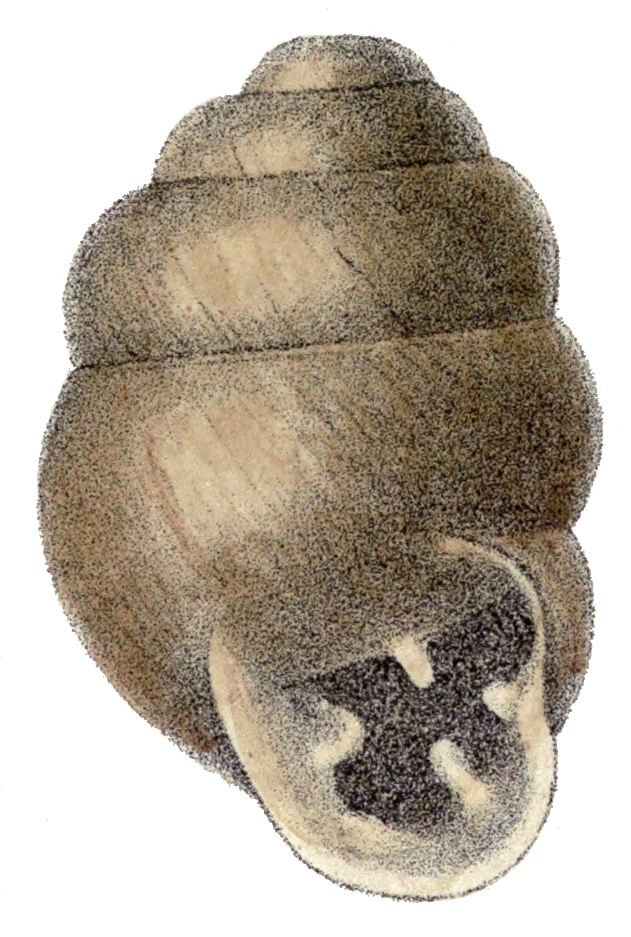